# Maxime Clément
Pour les articles homonymes, voir Max Clément et Clément.
Maxime Clément, dit Max Clément, né le 4 mars 1877 à Chasseneuil-sur-Bonnieure (Charente) et mort le 20 janvier 1963 à Lorient (Bretagne), est un peintre et musicien français, professeur de musique, directeur de l'école de dessin, conservateur du musée de Lorient à partir de 1924.

## Biographie
Max Clément reçoit le grand prix de l’École nationale des Arts décoratifs de Limoges, puis est lauréat de l’École nationale des Beaux-Arts de Paris à vingt ans. Il est élève dans l’atelier de Gérôme.

### Le musicien
À Lorient, il est particulièrement connu comme professeur de violoncelle, d’abord à titre privé, puis à l’École de musique de la ville de Lorient à partir de 1905.

### Le peintre
En 1910, il expose pour la première fois des œuvres au salon de la Société lorientaise des beaux-arts et en 1913 au salon de la Société nationale des beaux-arts ainsi qu'au Salon des artistes français où il obtient une mention honorable. Il est également présent aux salons internationaux de La Hague et Tokyo, et reçoit une médaille de bronze à l’Exposition internationale « Arts et Techniques dans la Vie moderne » de 1937 de Paris.
C'est un peintre de figures et un aquarelliste.
« Il a peint une humanité humble, populaire, gentille et sérieuse, solide et traditionnelle, bon enfant de gosses maraudeurs, jouant aux cartes, casquette sur la tête, « clope » au bec comme les grands. Des grands-mères pleines de rides et de bonté, admirant le dernier (ou la dernière) né. Ou bien encore la classe des filles installées derrière leur pupitre avec leur coiffe et l'air sérieux. Œuvres peintes au pastel dans des gris à peine colorés de teintes recherchées et discrètes. »
— Ph. Laiter, Article de La Liberté du Morbihan.
Il exposa au Salon d'Hiver de 1944 à 1948.

### Le conservateur du musée de Lorient
Maxime Clément est nommé le 2 juillet 1924 conservateur du musée de Lorient. C'est le quatrième conservateur après Auguste Nayel, Charles Oge et Alexandre Le Bihan.
C'est Max Clément qui est chargé du transfert du musée, décidé le 30 décembre 1938, de la salle Dousdebès dans le quartier de la Nouvelle-Ville à Cité des œuvres sociales.
Il se chargea de l’accrochage dans le nouveau musée, choisissant parmi les œuvres de la collection, celles qui devaient être exposées.
Après la guerre, les contraintes de la reconstruction d’une ville détruite reléguèrent au second plan la question du musée, qui faisait, moins que jamais, partie des préoccupations municipales.
Une fois les collections revenues à Lorient, se posa la question de créer un nouveau musée. Max Clément, réfugié à Paris, entreprit des démarches auprès de la Direction des musées de France, alors que celle-ci entrait en contact avec la municipalité pour suivre le projet et l’influencer. Malgré les démarches de Max Clément et de Georges Salles, directeur des Musées de France, le projet de nouveau musée n’aboutit pas réellement. On finit par se contenter, par manque de moyens et peut-être aussi d’intérêt, d’une solution a minima, avec l’installation des collections, revenues à Lorient en 1950, au dernier étage de l’hôtel de Ville terminé en 1960.
Max Clément resta conservateur du musée jusqu’en 1958 (il avait 81 ans), date à laquelle il fut remplacé par André Garrigues.

## Œuvres
- La délaissée, dessin, Salon des artistes français 1929
- Prisonnier, dessin, Salon des artistes français 1929
- Jeux d'enfants, dessin, Salon des artistes français 1929
- Les enfants - Aquarelle (en vente à Lorient le 15 juin 1985)[1].
- Portraits d'Emmanuel Svob, de Jean Le Coutaller, de Louis Glotin, maires de Lorient[6].

## Expositions et rétrospectives
- En 1910, il expose pour la première fois des œuvres au salon de la Société lorientaise des beaux-arts.
- En 1913, exposition au salon de la Société nationale des beaux-arts.
- En 1978[6] et 1985[5], il est l'invité d'honneur du salon organisé par Société lorientaise des beaux-arts.
- En 2002 et 2007, il fait partie de l'hommage rétrospectif organisé par Société lorientaise des beaux-arts.

## Sources
- Ph. Laiter, « Au salon des Beaux-Arts : passion lorientaise selon Max Clément », La Liberté du Morbihan ?,‎ 1985 (lire en ligne)
- « L'exposition de la Société Lorientaise des Beaux Arts », La Liberté du Morbihan,‎ 3 mai 1978 (lire en ligne)
- Dictionnaire Bénézit, Dictionnaire des peintres, sculpteurs, dessinateurs et graveurs, vol. 3, Éd. Gründ, janvier 1999, 13 440 (ISBN 978-2-7000-3010-5), p. 699
- Lucile Fontaine, Pour une histoire de la ville de Lorient : le musée de la Compagnie des Indes (1966-2008), Rennes, Sciences Po Rennes - Section Politique et Société, 2008, 164 p. (lire en ligne)